# Kubernetes
Kubernetes（常简称为K8s）是用于自动部署、扩展和管理「容器化（containerized）应用程序」的开源系统。該系統由Google设计并捐赠给Cloud Native Computing Foundation（今属Linux基金会）来使用。
它旨在提供“跨主机集群的自动部署、扩展以及运行应用程序容器的平台”。 它支持一系列容器工具，包括Docker等。

## 历史

Google Container Engine簡報

Kubernetes（在希腊语意為“舵手”或“驾驶员”）由Joe Beda、Brendan Burns和Craig McLuckie创立，并由其他谷歌工程师，包括Brian Grant和Tim Hockin等进行加盟创作，并由谷歌在2014年首次对外宣布 。 該系統的开发和设计都深受谷歌的Borg系统的影响，其许多顶级贡献者之前也是Borg系统的开发者。在谷歌内部，Kubernetes的原始代号曾经是Seven，即星际迷航中的Borg（博格人）。Kubernetes标识中舵轮有七个轮辐就是对该项目代号的致意。
Kubernetes v1.0于2015年7月21日发布。 随着v1.0版本发布，谷歌与Linux基金会合作组建了Cloud Native Computing Foundation（CNCF）并將Kubernetes作为种子技术来提供。
Rancher Labs在其Rancher容器管理平台中包含了Kubernetes的发布版。Kubernetes也在很多其他公司的产品中被使用，例如Red Hat的OpenShift， CoreOS的Tectonic， IBM的IBM私有雲产品，精灵云的EcOS，KubeSphere，以及 VMware的PKS等等。
而現今資訊界常見的縮寫手法「K8s」則是將“ubernete”八個字母縮寫為“8”而來。

## 设计
Kubernetes在設計結構上定义了一系列的构建模块，其目的是為了提供一個可以共同提供部署、维护和扩展应用程序的机制。组成Kubernetes的组件设计概念为松耦合和可扩展的，这样可以使之满足多种不同的工作负载。可扩展性在很大程度上由Kubernetes API提供，此API主要被作为扩展的内部组件以及Kubernetes上运行的容器來使用。

### Pod
Kubernetes的基本调度单元称为“pod”。通過該種抽象類別可以把更高级别的抽象内容增加到容器化组件。一个pod一般包含一个或多个容器，这样可以保证它们运行在同一主机节点上，并且可以共享资源。Kubernetes中的每个pod都被分配一个唯一的（在集群内的）IP地址这样就可以允许应用程序使用同一端口，而避免了發生冲突的問題。 Pod可以定义一个卷，例如本地磁盘目录或网络磁盘，并将其暴露在pod中的一个容器之中。。pod可以通过Kubernetes API手动管理，也可以委托给控制器来實現自動管理。

### 标签和选择器
Kubernetes使客户端（用户或内部组件）将称为“标签”的键值对附加到系统中的任何API对象，如pod和节点。相应地，“标签选择器”是针对匹配对象的标签的查询方法。
标签和选择器是Kubernetes中的主要分组机制，用于确定操作适用的组件。
例如，如果应用程序的Pods具有系统的标签 tier (比如"front-end"、"back-end") 和一个 release_track (比如"canary"、"production")，那么对所有"back-end" 和 "canary" 节点的操作可以使用如下所示的标签选择器：
tier=back-end AND release_track=canary

### 控制器
控制器是通过管理一组pod来实现來将实际集群状态转移到所需集群状态的对帐循环機制。一种控制器指的是一組具有相同特徵的“复制控制器”，控制器通过在集群中运行指定数量的pod副本来处理复制和缩放。在基础节点出现故障的情況下，它还可以用於处理创建替换pod。其它控制器也是核心Kubernetes系统的一部分，包括“DaemonSet控制器”为每台机器（或机器的一些子集）上运行的單個pod，和用于运行pod的“作业控制器”。 控制器管理的pod組由作为控制器定义的部分的标签选择器來确定。

### 服务
Kubernetes服务本質是一组协同工作的pod，類同多层架构应用中的一层。构成服务的pod组通过标签选择器来定义。Kubernetes通过给服务分配静态IP地址和域名来提供服务发现机制，并且以轮循调度的方式将流量负载均衡到能与选择器匹配的pod的IP地址的网络连接上（即使是故障导致pod从一台机器移动到另一台机器）。 默认情况下，服务任務会暴露在集群中（例如，多个后端pod可能被分组成一个服务，前端pod的请求在它们之间负载平衡）；除此以外，服务任務也可以暴露在集群外部（例如，从客户端访问前端pod）。

## 建构

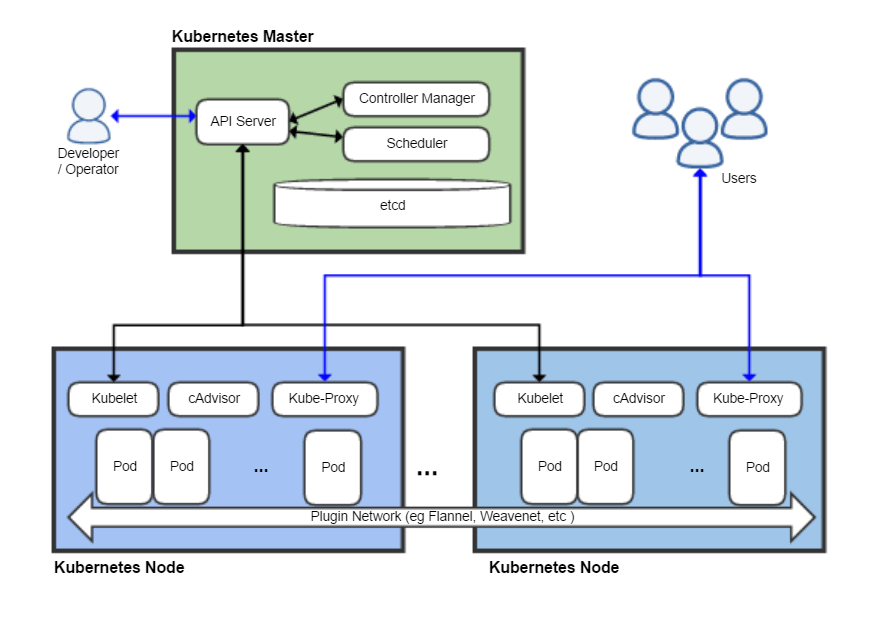
Kubernetes architecture diagram

Kubernetes遵循主從式架構設計。Kubernetes的组件可以分为管理单个的 node 组件和控制平面部分的组件。
Kubernetes Master是集群的主要控制单元，其用于管理其工作负载并指导整个系统的通信。Kubernetes控制平面由各自的进程组成，每个组件都可以在单个主节点上运行，也可以在支持高可用性集群的多个主节点上运行。是Kubernetes控制平面的各种組件如下：

### etcd
etcd （页面存档备份，存于） 是由CoreOS开发，用于可靠地存储集群的配置数据的一种持久性，轻量型的，分布式的键-值数据存储組件。該組件可表示在任何给定时间点处的集群的整体状态。其他组件在注意到存储的变化之后，会变成相应的状态。

### API服务器
API服务器是一个关键组件 并使用 Kubernetes API 和 JSON over HTTP來提供了Kubernetes的内部和外部接口。 API服务器处理和验证 REST请求并更新 API 对象的状态etcd （页面存档备份，存于），从而允许客户端在Worker节点之间配置工作负载和容器。

### 调度器
T调度程序是可插拔式组件，其基于资源可用性来选择未调度的pod（由调度程序管理的基本实体）应该运行哪个节点。调度程序跟踪每个节点上的资源利用率，以确保工作负载不会超过可用资源。为此，调度程序必须知道资源需求，资源可用性以及各种其他用户提供的约束和策略指令，例如服务质量，亲和力/反关联性要求，数据位置等。实质上，调度程序的作用是将资源“供应”与工作负载“需求”相匹配以維持系統的穩定和可靠。 

### 控制器管理
控制器管理器是核心Kubernetes控制器，其包括DaemonSet控制器和复制控制器等。該控制器可与API服务器進行通信以在需要時创建，更新和删除他们管理的资源（pod，服务端点等）

### Kubernetes 节点
Node也称为Worker或Minion，是部署容器（工作负载）的单机器（或虚拟机）。集群中的每个节点都必须具备容器的运行环境（runtime） ——比如 Docker，以及下面提到的其他组件，以便与这些容器的网络配置进行通信。

#### Kubelet
Kubelet负责每个节点的运行状态（即确保节点上的所有容器都正常运行）。它按照控制面板的指示来处理启动，停止和维护应用程序容器（按组织到pod中）。
Kubelet會监视pod的状态，如果不处于所需状态，则pod将被重新部署到同一个节点。节点状态每隔几秒就會傳遞消息至中继主机。主控器检测到节点故障后，复制控制器将观察此状态更改，并在其他健康节点上启动pod。

#### 容器
容器从属于pod。在运行应用、库及其依赖的微服务中，容器是最低层级的。通过绑定一个外部IP，容器可以被外网访问。

#### Kube代理
Kube代理是网络代理和负载均衡的实现，支持服务抽象以及其他网络操作。根据传入请求的IP和端口，該組件會将流量转发到指定的合适的容器中。

#### cAdvisor
cAdvisor 是监视和收集例如每个节点上的容器的CPU，内存，文件和网络使用情况等的资源使用情况和性能指标的代理組件。